# Alfred Schanz

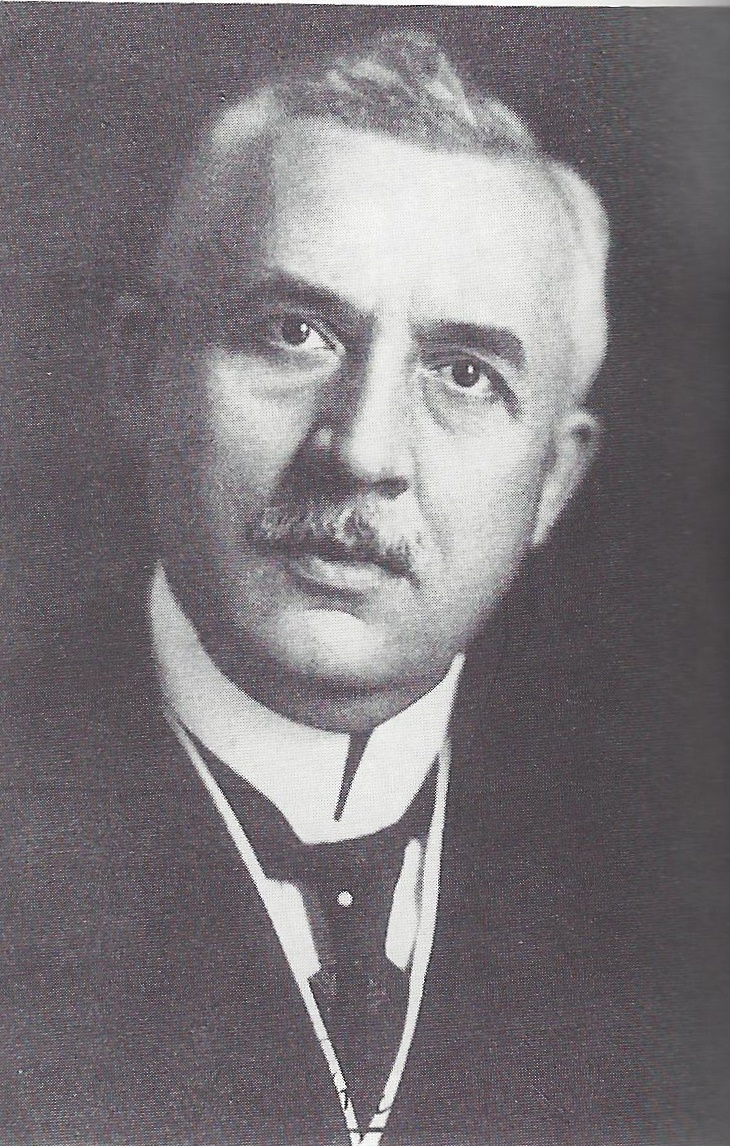
Alfred Schanz, 1910

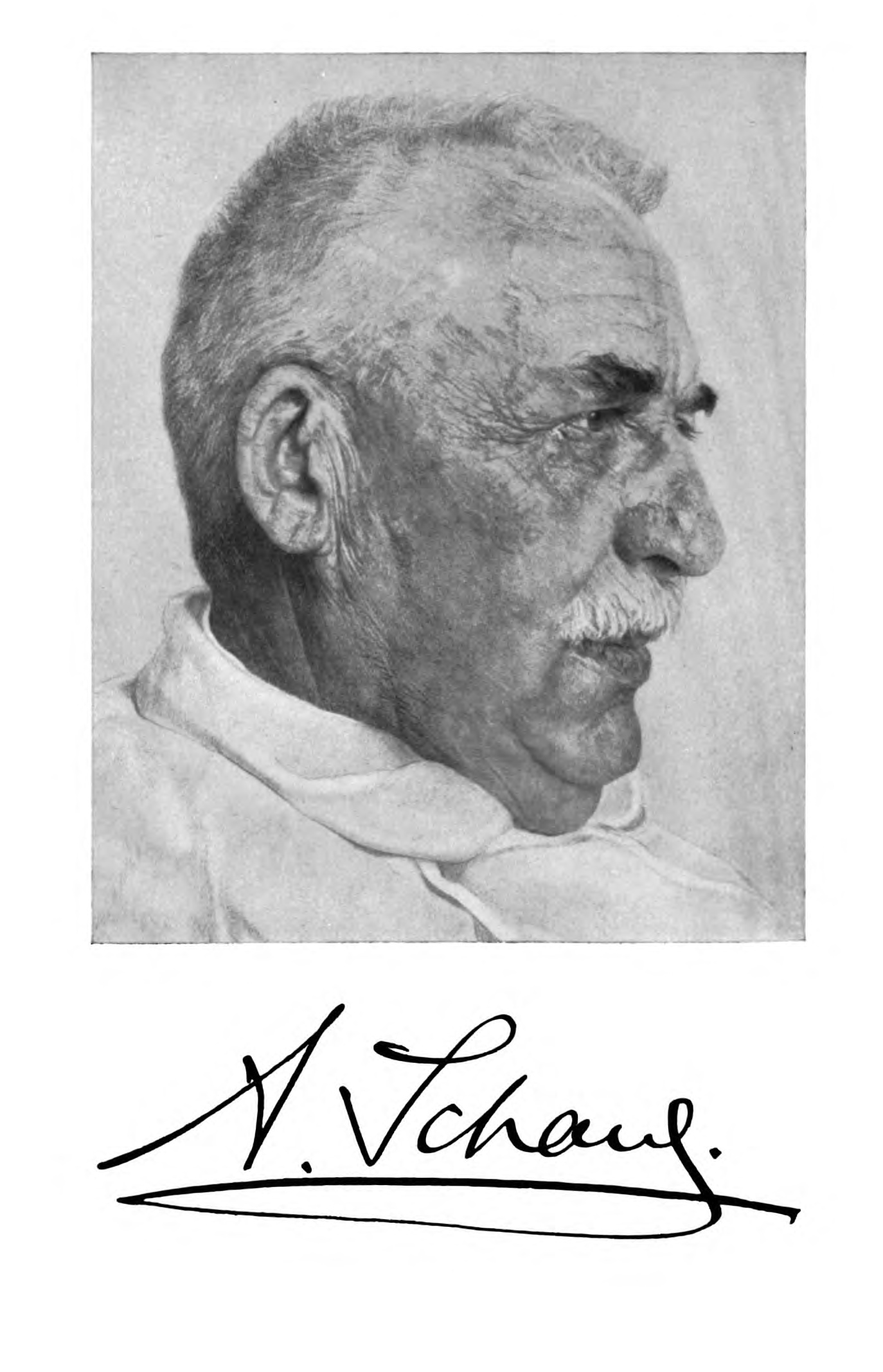
Der Orthopäde Alfred Schanz, Foto aus einer Würdigung zum 60. Geburtstag in der Zeitschrift für orthopädische Chirurgie einschließlich der Heilgymnastik und Massage

Alfred Schanz (* 22. November 1868 in Oelsnitz/Vogtl.; † 17. November 1931 in Dresden) war ein deutscher Orthopäde.

## Leben
Nach dem Abitur in Plauen studierte Schanz an der Universität Leipzig, der Christian-Albrechts-Universität zu Kiel und der Universität Jena. In Jena wurde er 1892 zum Dr. med. promoviert. Die orthopädische Ausbildung durchlief er bei Albert Hoffa in Würzburg. In Dresden eröffnete er 1897 eine Arztpraxis; schon 1899 berichtete er über die ersten 1000 Patienten und 1900 eine Privatklinik. Er befasste sich mit den noch heute schwierigen Problemen Angeborene Hüftluxation, Coxa vara, Skoliose und Spondylitis. 1901 gehörte er zu den Gründern der Deutschen Gesellschaft für Orthopädie.
Im Ersten Weltkrieg half er Kriegsversehrten mit Prothesen. 1918 schrieb er einen Nachruf auf Friedrich Hessing.
Er starb als Sanitätsrat kurz vor seinem 63. Geburtstag.

## Veröffentlichungen (Auswahl)
- Über die Bedeutung von Massage und Heilgymnastik in der Skoliosentherapie. Breitkopf & Härtel, 1901.
- Die statischen Belastungsdeformitäten der Wirbelsäule, mit besonderer Berücksichtigung der kindlichen Skoliose. Enke, Stuttgart 1904.
- Fuss und Schuh – eine Abhandlung für Aerzte, Schuhmacher und Fussleidende. Enke, Stuttgart 1905.
- Ueber Resultate und Indikationen des Skoliosenredressements. Wien 1906.
- Handbuch der orthopädischen Technik für Aerzte und Bandagisten. Jena 1908.
- Über Krüppelnot und Krüppelhilfe, mit besonderer Berücksichtigung der Verhältnisse im Königreich Sachsen. Dresden 1908.
- Das militärische Heilverfahren einschließlich Beschaffung von Prothesen und Arbeitsbehelfen. Teubner, Dresden 1916.
- Kranke Füsse, gesunde Stiefel. Enke, Stuttgart 1916.
- Die Leistungsfähigkeit künstlicher Glieder. Enke, Stuttgart 1916.
- Die Zukunft unserer kriegsverletzten Arbeiter. Teubner, Dresden 1917.
- Die Lehre von den statischen Insuffizienz-Erkrankungen; mit besonderer Berücksichtigung der insufficientia vertebrae. Enke, Stuttgart 1921.
- Handbuch der orthopädischen Technik, für Ärzte und Bandagisten. Mit 1545 Abbildungen. Gustav Fischer, Jena 1923.
- Praktische Orthopädie. Springer, Berlin 1928.
- Der Bauch als Hilfstragorgan der Wirbelsäule. Springer, Berlin 1931.
- Deformitäten im Bereich des Kniegelenkes mit Einschluss der Verkrümmungen des Ober- und Unterschenkels. In: Georg Joachimsthal: Handbuch der orthopädischen Chirurgie. Band 2. S. 457–580.